# Sarre
Sarre (en alemán: Saarland, pronunciado /ˈzaːɐ̯lant/ⓘ) es uno de los dieciséis estados federados de Alemania, el cuarto de menor extensión tras Bremen, Hamburgo y Berlín. Su nombre deriva del río Sarre y está situado entre Luxemburgo y la región francesa de Gran Este, territorios con los que está experimentando una creciente convergencia gracias al espacio de cooperación transfronteriza denominado Saar-Lor-Lux.

## Historia

### Antes de la Primera Guerra Mundial

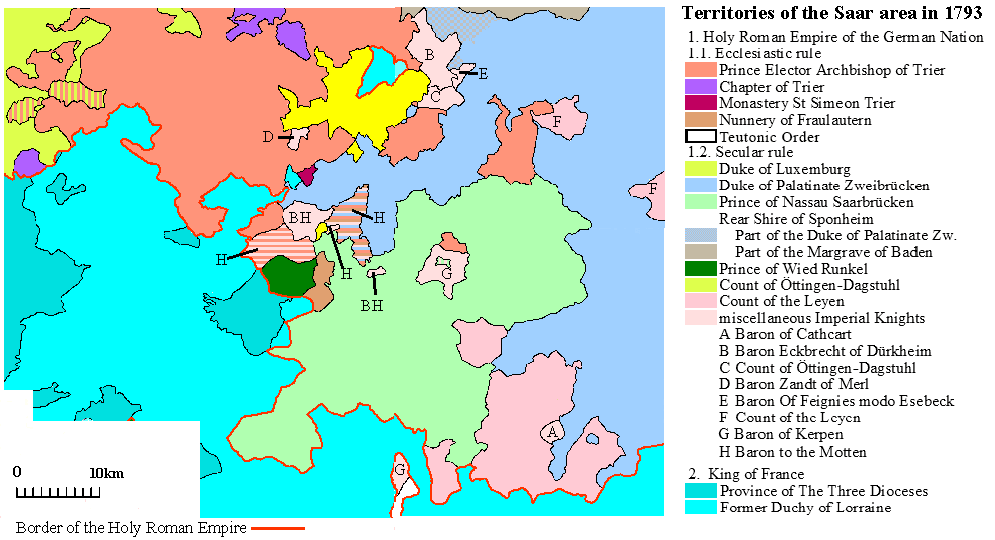
Mapa de la región del Sarre en el año 1793

El Sarre es el resultado de una regulación del tratado de Versalles y fue creado en 1919. Antes de su creación, nunca existió una unidad administrativa comparable.
La región del Sarre fue territorio donde se asentaron las tribus célticas de los tréveros y los mediomátricos. El resto más impresionante de esta época son los restos de una fortaleza de refugio en Otzenhausen en el norte del Sarre. En el siglo I a. C. el Imperio romano hizo de esta región parte de su provincia de la Galia Bélgica, tras la conquista por Julio César en el año 58 a. C.
La población celta se mezcló con los inmigrantes romanos. La región obtuvo riqueza, que puede verse aún en los restos de las villas y poblados romanos. El dominio romano terminó cuando los francos conquistaron el territorio en el siglo V. Durante los siguientes 1300 años, la región compartió la historia del reino de los francos, el Imperio carolingio y del Sacro Imperio Romano Germánico. Durante la Edad Media, perteneció a Francia con la dinastía merovingia (siglos V al VIII), así como durante la dinastía carolingia (siglos VIII y IX) hasta el 843, en que como consecuencia del Tratado de Verdún conformó (junto con otros territorios) el Estado recién creado llamado Lotaringia. Desintegrada la Lotaringia, el territorio del Sarre fue disputado entre franceses, alemanes, borgoñones francófonos y austriacos germanófonos.
La región del Sarre se dividió en varios territorios menores, algunos de los cuales fueron gobernados por soberanos de regiones cercanas. El más importante de los gobernantes locales fueron los condes de Nassau-Saarbrücken. Dentro del Sacro Imperio Romano Germánico estos territorios ganaron un amplio grado de independencia, amenazados, sin embargo, por los reyes franceses, quienes buscaron, del siglo XVII en adelante, incorporar todos los territorios de la orilla occidental del río Rin y repetidamente invadieron la zona en 1635, en 1676, en 1679 y en 1734, ampliando su reino hasta el río Sarre y estableciendo la ciudad y fortaleza de Sarrelouis en 1680 (palacio, fortificación y ciudad diseñados por el ingeniero francés Vauban), que aún hoy testifican con su nombre la agitada historia del Sarre.
Tras la guerra de sucesión española, en la que los franceses consiguieron imponer la dinastía Borbónica en el trono de España, el Sarre pasó nuevamente a ser territorio alemán.
No fue el rey de Francia, sino los ejércitos de la Revolución francesa quienes acabaron con la independencia de los estados en la región del Sarre. Después de 1792 conquistaron la región e hicieron de ella parte de la República francesa. Sería la primera vez que cambiase de dependencia en los últimos doscientos años. Le seguirían otros siete cambios, producto de las disputas fronterizas entre Francia y Alemania. Producida la Revolución francesa, los ejércitos europeos invadieron Francia. La contraofensiva francesa no solo expulsó a los invasores que pretendían intervenir en asuntos internos, sino que además los ejércitos revolucionarios franceses cruzaron las fronteras y ocuparon los territorios adyacentes, entre ellos el Sarre.
Mientras una tira en el oeste pertenecía al departamento de Mosela, el centro en 1798 pasó a formar parte del departamento de Sarre, y el este fue parte del departamento de Mont-Tonnerre. El segundo cambio de dependencia se produjo en 1814, cuando el Sarre volvió a Alemania tras las guerras napoleónicas, después del Congreso de Viena. La mayor parte de ella se convirtió en parte de la provincia del Rin prusiana. Otra parte en el este, que se corresponde con lo que es el actual distrito de Saarpfalz, fue adjudicada al reino de Baviera. Una pequeña parte en el noreste fue gobernada por el duque de Oldemburgo.
El 31 de julio de 1870, el emperador francés Napoleón III ordenó la invasión cruzando el río Sarre para tomar Saarbrücken. Los primeros tiros de la guerra franco-prusiana de 1870/71 se dispararon en los altos de Spichern, al sur de Saarbrücken. Se produjeron en este período el tercer y cuarto cambio de dependencia de la región. Así, en 1870 el Sarre fue ocupado por los franceses con intención de hostigar a los alemanes, pero no por mucho tiempo: las fuerzas alemanas desalojaron a los franceses y acabaron ganando esa guerra. La región del Sarre pasó a formar parte del Imperio alemán cuya existencia comenzó el 18 de enero de 1871.

### Período de entreguerras y Segunda Guerra Mundial

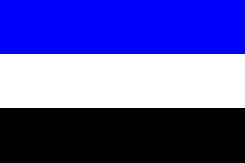
Bandera del Territorio de la Cuenca del Sarre.

En 1919 se produjo el quinto cambio de dependencia del Sarre. Tras la derrota de Alemania en la Primera Guerra Mundial, el territorio pasó a ser administrado por la Sociedad de Naciones. En 1920 el Saargebiet fue ocupado por el Reino Unido y Francia bajo las previsiones del Tratado de Versalles. La zona ocupada incluía porciones de la provincia del Rin prusiana y el Palatinado Renano bávaro. En la práctica, la región era administrada por Francia, que se dedicó a la explotación económica del territorio. En 1920 esto fue formalizado por un mandato de quince años de la Sociedad de las Naciones.
En 1933, un considerable número de comunistas y otros oponentes políticos al Nacionalsocialismo huyeron al Sarre, pues era la única parte de Alemania que quedaba fuera de la administración nacional tras la Primera Guerra Mundial. Como resultado, grupos antinazis se movilizaron para que el Sarre siguiera bajo administración francesa. Sin embargo, con la mayor parte de su población étnicamente alemana, tales puntos de vista eran considerados sospechosos o incluso susceptibles de ser considerados como traición, y por lo tanto encontraron poco apoyo.

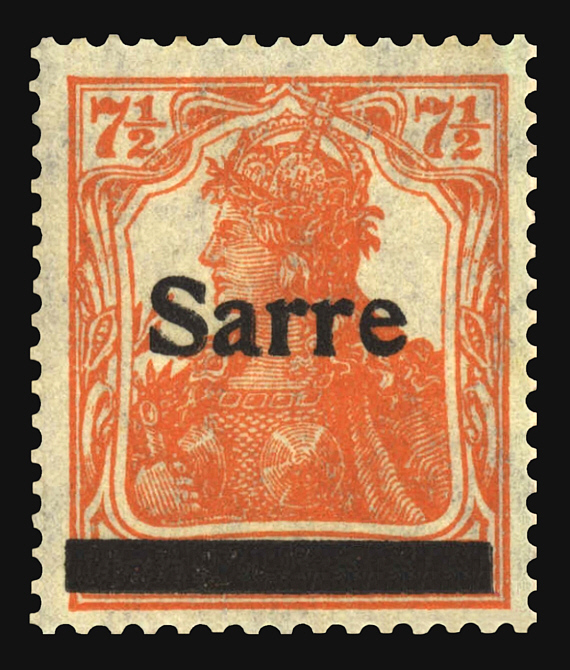
Un sello postal durante la ocupación francesa del Sarre

Cuando terminó el plazo de quince años original, se celebró un plebiscito en el territorio el 13 de enero de 1935: el 90.8 % de los que votaron favorecieron la vuelta a Alemania. Así se produjo el sexto cambio de dependencia en doscientos años. El Sarre es devuelto a Alemania (después de 15 años de administración francesa por fideicomiso de la Sociedad de Naciones).
Tras el referéndum, el 1 de marzo de 1935, Josef Bürckel fue nombrado comisionado del Reich alemán para la reintegración (Reichskommissar für die Rückgliederung des Saarlandes). Cuando se consideró terminada la reincorporación, se cambió su título (después del 17 de junio de 1936) por el de Reichskommissar für das Saarland. En septiembre de 1939, en respuesta a la invasión de Polonia por Alemania, fuerzas francesas invadieron el Sarre en una tibia ofensiva, ocupando algunos pueblos y encontrando poca resistencia, antes de retirarse. Se hizo otro cambio después del 8 de abril de 1940 a Reichskommissar für die Saarpfalz; finalmente, después del 11 de marzo de 1941, fue Reichsstatthalter en la "Westmark" (nuevo nombre de la región, que significaba "Marca o frontera occidental"). Josef Bürckel murió el 28 de septiembre de 1944 y le sucedió Willi Stöhr, que siguió en el cargo hasta que la región fue ocupada por el avance de fuerzas estadounidenses en marzo de 1945.
El séptimo y último cambio de dependencia del Sarre se produjo en 1945. Tras la Segunda Guerra Mundial y la invasión de Francia por los ejércitos alemanes, los franceses ocuparon nuevamente el territorio (por mandato de las Naciones Unidas).

### Historia posterior a la Segunda Guerra Mundial

Bandera del Protectorado del Sarre.

Después de la Segunda Guerra Mundial, el Sarre pasó por ocupación y administración francesa de nuevo, como el Protectorado del Sarre.
En su discurso "Reafirmación de la política sobre Alemania", realizado en el 6 de septiembre de 1946, el Secretario de Estado de los Estados Unidos James F. Byrnes afirmó el motivo estadounidense de separar al Sarre de Alemania: "Los Estados Unidos no sienten que pueda negarse a Francia, que ha sido invadida tres veces por Alemania en 70 años, su pretensión al territorio del Sarre" (véase también plan Morgenthau para los propósitos de los EE. UU. y el Reino Unido en relación con el Sarre).
De 1945 a 1951, se siguió una política de desarme industrial en Alemania por los Aliados (véase los planes industriales para Alemania). Como parte de esta política, se pusieron límites en los niveles de producción, y las industrias del Sarre fueron desmanteladas, como en el Ruhr, aunque principalmente en el período anterior a su separación (véase también la carta de 1949 del ministro de asuntos exteriores británico Ernest Bevin a su homólogo francés Robert Schuman, urgiendo que se reconsiderase la política de desmantelamiento).
En 1948, el gobierno francés estableció la universidad del Sarre bajo los auspicios de la universidad de Nancy. Es la principal universidad en el Bundesland, siendo la otra la HTW.
El protectorado del Sarre fue dirigido por un gobernador militar desde el 30 de agosto de 1945: Gilbert Yves Edmond Grandval (n. 1904 - m. 1981), que permaneció, el 1 de enero de 1948, como Alto Comisionado, y de enero de 1952 a junio de 1955 como el primero de los dos embajadores franceses, siendo su sucesor Éric de Carbonnel (n. 1910 - m. 1965) hasta 1956.
Pero se permitió al Sarre una administración regional desde muy pronto. Del 31 de julio de 1945 al 8 de junio de 1946, hubo un presidente del gobierno, Hans Neureuther, sin adscripción a ningún partido. Las primeras elecciones libres del consejo municipal se celebraron en septiembre de 1946, cuando la formación de partidos políticos es autorizada por las autoridades militares francesas. Al año siguiente, los concejales adoptaron una constitución del Sarre. Hubo un presidente de la comisión de administración (hasta el 15 de diciembre de 1947, provisional), Erwin Müller (1906-1968), sin adscripción a ningún partido, que desarrolló su cargo entre el 8 de junio de 1946 hasta 20 de diciembre de 1947. La región se convierte de hecho en un verdadero Estado soberano, pero próximo a los intereses de Francia (véase Protectorado del Sarre). También es el año en que se reemplazó el Reichsmark por el Marco del Sarre. En 1948 se creó el Franco del Sarre, moneda que circuló en este lugar hasta 1959.
Se sucedieron ministros presidentes (como en cualquier otro Bundesland):
- 20 de diciembre de 1947 - 29 de octubre de 1955: Johannes Hoffmann (1890-1967), CVP
- 29 de octubre de 1955 - 10 de enero de 1956: Heinrich Welsch (1888-1976), independiente
- 10 de enero de 1956 - 4 de junio de 1957: Hubert Ney (1892-1984), CDU

Según el Plan Monnet Francia intentó obtener control económico de las zonas industriales alemanas con grandes depósitos de carbón y de minerales que no estaban en manos soviéticas: el Ruhr y la zona del Sarre. Intentos de obtener el control de la región del Ruhr o de internacionalizarla permanentemente (véase Autoridad internacional para el Ruhr), fueron abandonados en 1951 con el acuerdo alemán de poner en común sus recursos de carbón y minerales (Véase la Comunidad Europea del Carbón y del Acero) a cambio de pleno control político del Ruhr. El intento francés de ganar el control sobre el Sarre tuvo más éxito en aquella época, no terminando los últimos vestigios de la influencia económica francesa hasta 1981. Francia no se anexionó el Sarre, ni expulsó a la población local alemana, en oposición a lo que ocurrió en la Alta Silesia cuando fue anexionada por Polonia en 1949 de acuerdo con el tratado de paz entre Polonia y la Alemania Oriental (véase también Ocupación aliada de Alemania).
En 1953 la FIFA autoriza a la selección sarrena de fútbol a enfrentarse al equipo nacional de Alemania en el marco de las eliminatorias del mundial de fútbol del año siguiente.
El acuerdo de París del 23 de octubre de 1954 estipula el final del régimen de ocupación sobre Alemania Occidental y define el estatuto del Sarre como territorio europeo en referencia a las –en ese entonces– nacientes instituciones europeas actualmente comprendidas en la Unión Europea (UE). Fue firmado como un acuerdo entre los dos países (Alemania y Francia) el 23 de octubre de 1954 como uno de los Acuerdos de París. Sin embargo, en 1955, los habitantes del Sarre rechazaron el estatuto vía referendo, celebrado el 23 de octubre, por un 67,7 %, con lo que Saarbrücken pierde toda posibilidad de convertirse en capital europea, dejando a Bruselas dicha condición.
El 27 de octubre de 1956, el Tratado del Sarre declaró que el Sarre debía poder unirse a la República Federal de Alemania, lo que hizo el 1 de enero de 1957. Se produjo así el octavo cambio de dependencia en doscientos años. Conforme a los acuerdos de Luxemburgo, firmados por Francia y Alemania, el Sarre vuelve a Alemania (transcurridos 12 años bajo administración francesa por mandato de las Naciones Unidas).

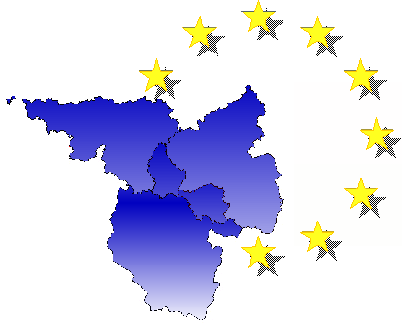
Logo de Saar-Lor-Lux.

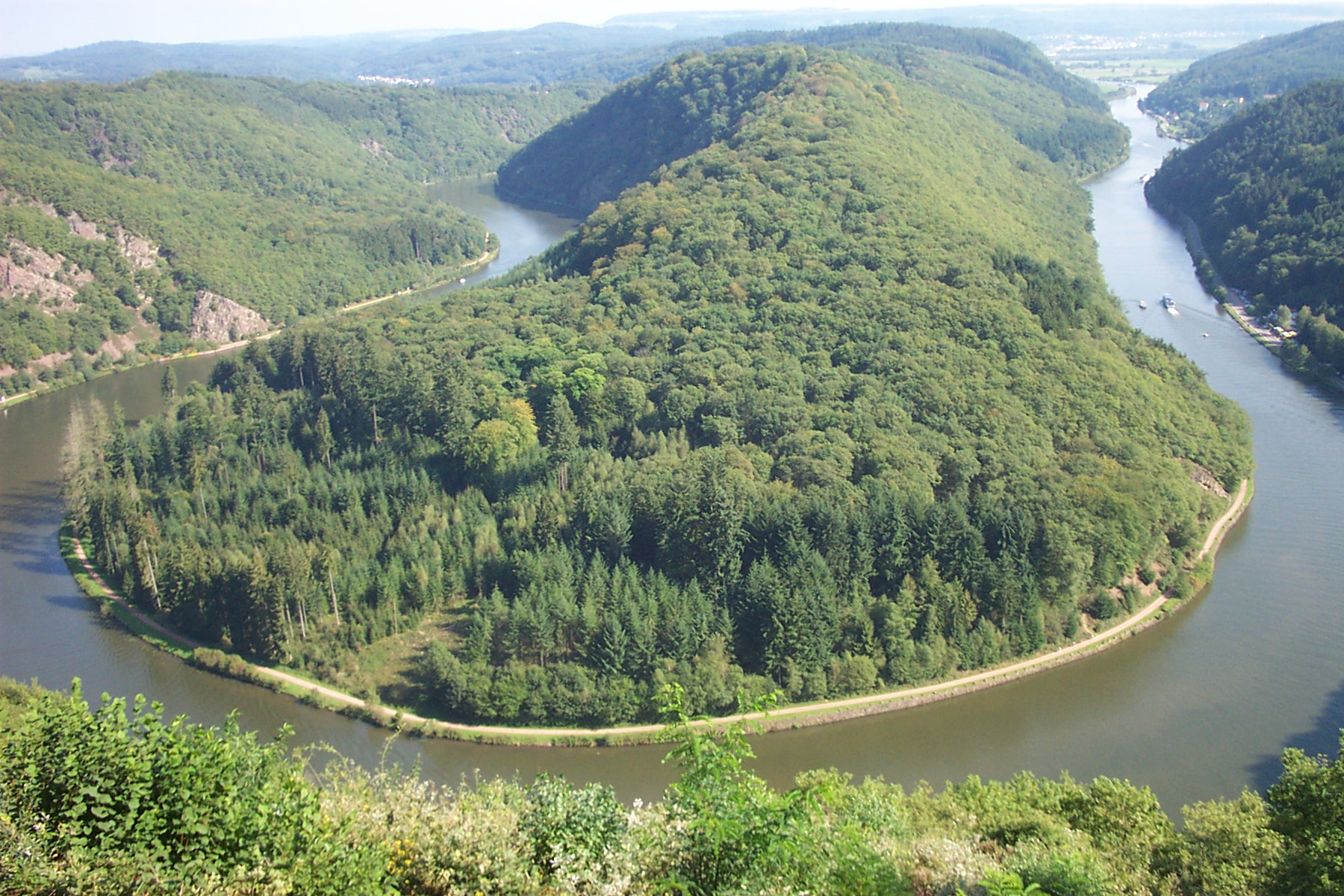
Meandro del Sarre.

Esta fue la última frontera significativa internacional que cambió en Europa hasta la caída de los regímenes de influencia soviética. A la reunificación del Sarre con la República Federal de Alemania se llama, a veces, la Kleine Wiedervereinigung ("pequeña reunificación"), en contraste con la absorción posterior a la guerra fría, de la RDA). Incluso después de la reunificación, el franco del Sarre permaneció como moneda del territorio hasta que fue reemplazada por el marco alemán el 7 de julio de 1959. El tratado del Sarre estableció que el francés, y no el inglés como en el resto de Alemania, debía seguir siendo la primera lengua extranjera enseñada en las escuelas del Sarre; esto siguió cumpliéndose incluso cuando dejó de ser obligatorio.
Desde 1971, el Sarre ha sido miembro del SaarLorLux, una eurorregión creada con el Sarre, Lorena, Luxemburgo, Renania Palatinado, y Región valona.

## Geografía
El estado de Sarre bordea con la frontera francesa (el departamento de Mosela, que forma parte de la región francesa de Lorena) al sur y al oeste, bordea con Luxemburgo al oeste y con Renania-Palatinado al norte y al este.
Recibe su nombre por el río Sarre, tributario del río Mosela (a su vez afluente del Rin), que recorre este estado desde el sur hasta el noroeste. Una tercera parte de la superficie del Sarre está cubierta por bosques, uno de los mayores porcentajes en Alemania. El estado es mayormente montañoso; su montaña más alta es el Dollberg con una altura de 695,4 m.
La mayor parte de sus habitantes viven en torno a la aglomeración urbana que forma su capital, Saarbrücken, junto a la frontera francesa.

Distritos de Sarre (se destacan las ciudades).

Está dividido en 6 distritos:
1. Merzig-Wadern
2. Neunkirchen
3. Saarbrücken
4. Saarlouis
5. Sarre-Palatinado
6. Sankt Wendel

### Demografía
Las ciudades más importantes son Saarbrücken, Saarlouis, Neunkirchen, Homburgo (Homburg), Völklingen, Sankt Ingbert y Merzig.
Son católicos un 64,1 % de la población, y evangélico-luteranos, un 19,6 %.

## Economía
En 2003, Sarre registró el dinamismo económico más pujante de Alemania. También registró el crecimiento económico más vigoroso del país entre 2004 y 2006.

## Cultura

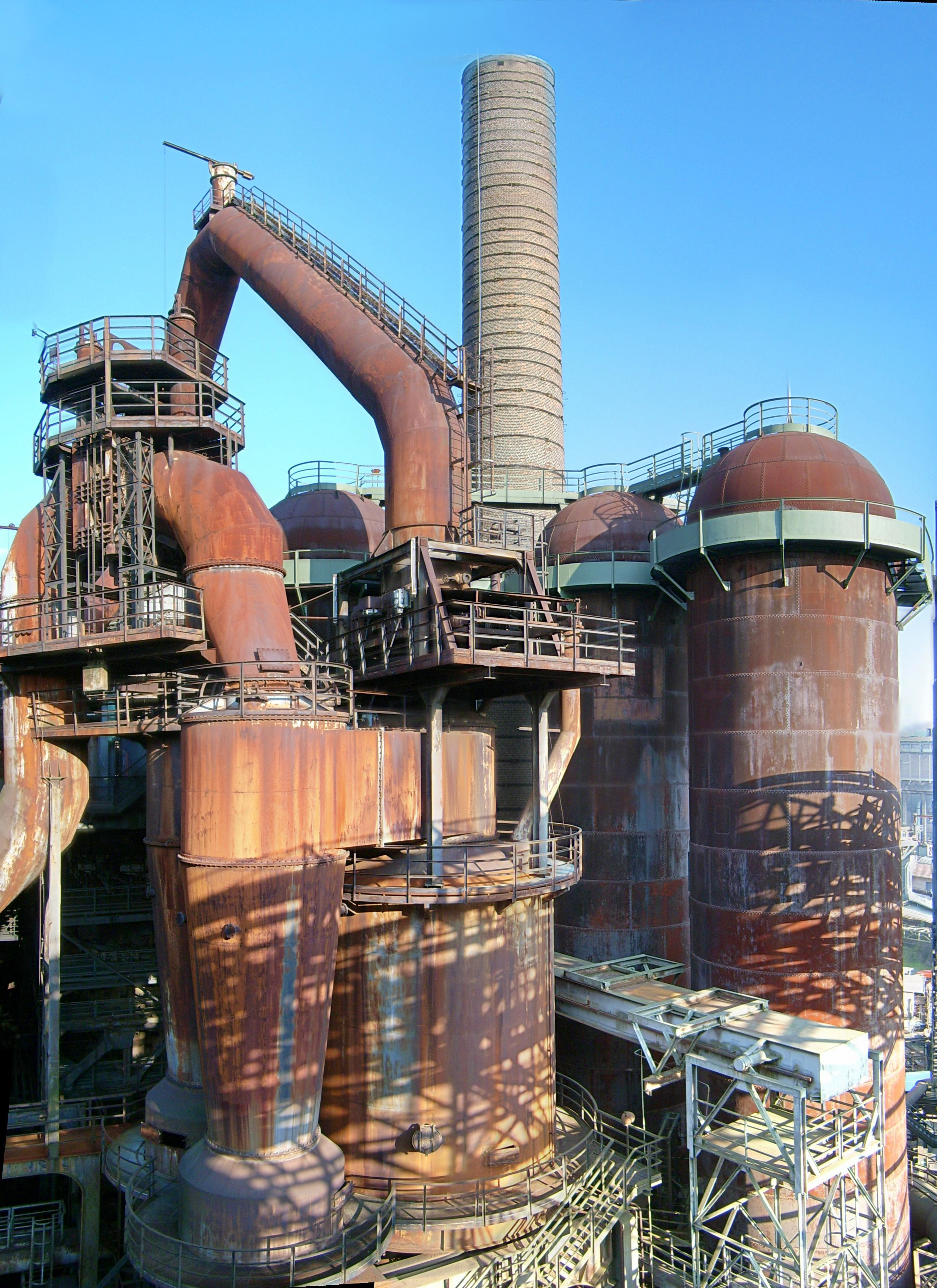
Altos hornos de Völklingen.

La ciudad de Völklingen está marcada por la industria siderúrgica fundada en 1873, que la convirtió en uno de los principales productores de acero del Imperio alemán. La fábrica fue desactivada en 1986 y transformada en un museo industrial, y en 1995 fue clasificada en la lista de Patrimonio de la Humanidad de la Unesco.
En el Sarre, la población emplea el alemán estándar y una variante local dialectal alemana semejante al luxemburgués y a los dialectos germanos del departamento del Mosela (o Lorena Moselana). Asimismo, un porcentaje significativo de la población es bilingüe con el francés, lengua de uso oficial en los dos países con los que limita.
A principios de la década de 1950, Sarre participó en los Juegos Olímpicos de 1952 con su propia delegación. En tanto, la selección de fútbol del Sarre disputó el torneo de clasificación a la Copa Mundial de Fútbol de 1954